# Обергруппенфюрер

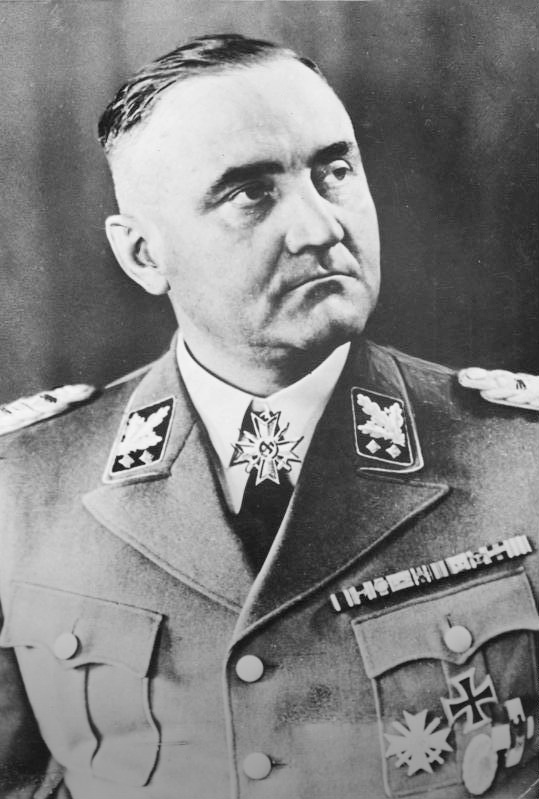
Обергруппенфюрер СС и генерал войск СС Готтлоб Бергер

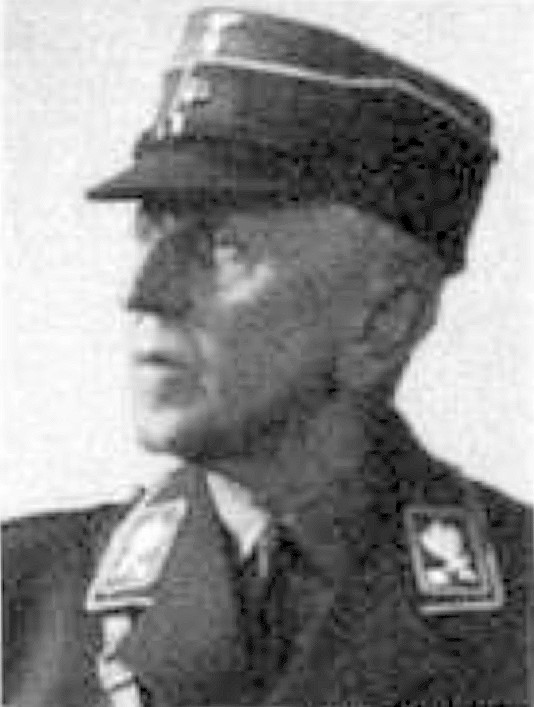
Обергруппенфюрер СА Курт фон Ульрих

Обергруппенфюрер (нем. Obergruppenführer) — звание в СС, СА, НСКК и НСФК, соответствовавшее званию генерала рода войск в вермахте.
Знаки различия обергруппенфюрера СС и генерала Войск СС

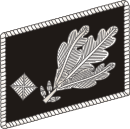
Петлица обергруппенфюрера «Стального шлема» (1920—1933) — прототип аналогичного звания в СА
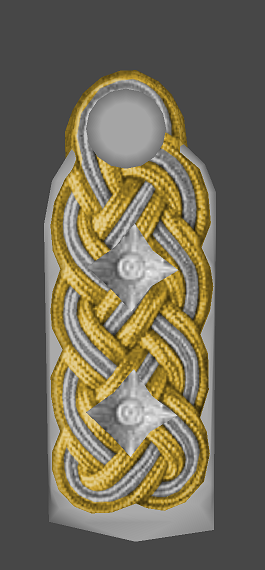
Погон
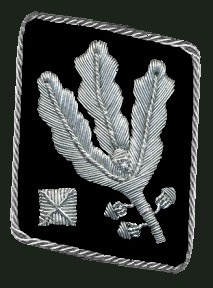
Петлицы (в СС до 1942 г., в других организациях сохранялись позднее)
Петлицы обергруппенфюрера НСФК
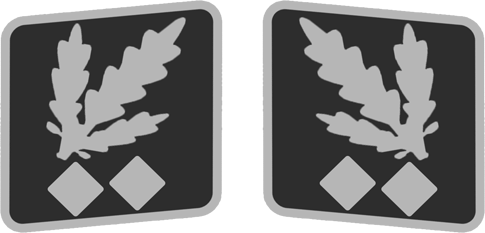
Петлицы СС после 1942 г.
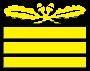
Нарукавная нашивка на Маскировочный костюм (Ваффен-СС)

Звание заимствовано нацистами у конкурирующей организации «Стальной шлем» (включая внешний вид знаков различия), где существовала собственная система званий до включения в состав СА. Внешний вид петлицы был заимствован для аналогичного звания СА и СС почти без изменений, только в «Стальном шлеме» петлицы были продолговатыми, а в СА и СС представляли собой правильный, слегка скошенный ромб.
В СА данное звание носили руководители «обергрупп» (отсюда и название) — крупнейших соединений, по численности приближавшихся к «группам армий» в военное время. В каждую «обергруппу» входило несколько «групп» (по численности приближавшихся к армиям). Первыми данное звание в СА получили Адольф Хюнляйн, Эдмунд Хайнес (заместитель Э. Рёма), Фриц фон Крауссер, Карл Литцман и Виктор Лутце. В 1934 звание получили Август Шнайдхубер и Герман Решны. В ходе «Ночи длинных ножей» многие члены высшего руководства СА (кроме А. Хюнляйна, В. Лутце и К. Лицмана) были казнены, и звание не присваивалось в СА в течение нескольких лет, новая волна присвоений звания последовала в годы Второй мировой войны.
В СС введено в ноябре 1926 года, первоначально — в качестве высшего звания в структуре организации. Первым звание обергруппенфюрера получил Йозеф Берхтольд. В период с 1926 года по 1936 год использовалось в качестве звания высших руководителей СС.
С появлением войск СС данное звание можно лишь условно приравнять к более позднему советскому званию генерал-полковника, поскольку в Красной Армии данное воинское звание соответствует должности командующего армией, а промежуточных званий между генерал-лейтенантом и генерал-полковником нет. Однако войска СС до 1944 года не имели формирований крупнее дивизии. Поэтому данное звание носили либо командиры дивизий, либо высшие руководители центрального аппарата СС. Например, обергруппенфюрером СС был Эрнст Кальтенбруннер.
До 1942 г. обергруппенфюреры СА и СС носили на петлицах три дубовых листа и одну звезду. С 1942 г. в СС вместо одной ввели две звезды (в СА знак различия остался прежним). Изменение знаков различия высших фюреров (генералов) СС в апреле 1942 года было вызвано введением звания оберстгруппенфюрер и желанием унифицировать количество звёздочек на петлицах и на погонах, которые носились на всех других видах формы, кроме партийной, поскольку с увеличением количества частей войск СС все чаще возникали проблемы с корректным распознаванием званий СС обычными военнослужащими Вермахта.
В случае назначения обладателя этого звания на должность военной (с 1939 года) или полицейской (с 1933 года) службы он получал дублирующее звание в соответствии с характером службы:
- обергруппенфюрер СС и генерал полиции — нем. SS Obergruppenführer und General der Polizei
- обергруппенфюрер СС и генерал Войск СС — нем. SS Obergruppenführer und General der Waffen-SS
- обергруппенфюрер СС и генерал Войск СС и полиции — нем.SS Obergruppenführer und General der Waffen-SS und der Polizei

В частности, упомянутый Э. Кальтенбруннер носил дублирующее звание генерала полиции. В силу резкого расширения войск СС в 1941—1942 годах некоторые группенфюреры и обергруппенфюреры перешли в структуру войск СС с полицейскими дублирующими званиями.
Звание обергруппенфюрера получили 109 человек, в том числе 2 венгра (Фекетехалми и Рускаи). Хелльдорф был разжалован и казнен за участие в заговоре против Гитлера, 5 человек (Шварц, Далюге, Дитрих, Хауссер и Вольф) были повышены до оберстгруппенфюрера.

## Список обергруппенфюреров СС
- 01.01.1933 — Генрих Гиммлер[4]
- 01.07.1933 — Рудольф Гесс[4]
- 01.07.1933 — Франц Шварц[5]
- 26.07.1933 — Франц Зельдте[6]
- 01.07.1934 — Йозеф Дитрих[7]
- 09.09.1934 — Фриц Вайтцель[8]
- 09.09.1934 — Курт Далюге[9]
- 09.11.1934 — Вальтер Бух[8]
- 09.11.1934 — Рихард Дарре (Darre)
- 01.01.1935 — Удо фон Войрш (Woyrsch)
- 25.01.1935 — Фридрих Крюгер (Krüger)[10]
- 30.01.1936 — Карл фон Эберштайн (Eberstein)
- 30.01.1936 — Йозиас Вальдек-Пирмонт (Waldeck-Pyrmont)
- 30.01.1936 — Макс Аманн (Amann)
- 30.01.1936 — Филипп Боулер (Bouhler)
- 13.09.1936 — Фридрих Еккельн (Jeckeln)
- 09.11.1936 — Вернер Лоренц (Lorenz)
- 09.11.1936 — Август Хайссмайер (Heissmeyer)
- 20.04.1937 — Эрнст-Генрих Шмаузер (Schmauser)
- 20.04.1938 — Вольф-Генрих фон Хелльдорф (Helldorff), также обергруппенфюрер СА
- 20.04.1939 — Фридрих фон дер Шуленбург (Schulenburg)
- 20.04.1940 — Мартин Борман (Bormann), также обергруппенфюрер СА
- 20.04.1940 — Риббентроп, Иоахим фон (von Ribbentrop)
- 20.04.1940 — Ганс Ламмерс (Lammers)
- 20.04.1941 — Отто Дитрих (Dietrich)
- 20.04.1941 — Артур Зейсс-Инкварт (Seyss-Inquart)
- 24.09.1941 — Рейнхард Гейдрих (Heydrich)
- 01.10.1941 — Пауль Хауссер (Hausser)
- 09.11.1941 — Эрих фон дем Бах (Bach)
- 09.11.1941 — Ганс Прютцман (Prützmann)
- 09.11.1941 — Вильгельм Редиес (Redies)
- 09.11.1941 — Вильгельм Рейнгард (Reinhard)
- 31.12.1941 — Альберт Форстер (Forster)
- 30.01.1942 — Фриц Заукель (Sauckel)[11]
- 30.01.1942 — Теодор Беркельман (Berkelmann)
- 30.01.1942 — Йозеф Бюркель (Bürkel)[12]
- 30.01.1942 — Карл Вольф (Wolff)
- 30.01.1942 — Рихард Гильдебрандт (Hildebrandt)
- 30.01.1942 — Фридрих Гильдебрандт (Hildebrandt)
- 30.01.1942 — Вильгельм Карл Кепплер (Keppler)
- 30.01.1942 — Вильгельм Коппе (Koppe)
- 30.01.1942 — Вильгельм Мурр (Murr)
- 30.01.1942 — Карл Филер (Fiehler)
- 30.01.1942 — Дитрих Клаггес (Klagges)
- 30.01.1942 — Артур Грейзер (Greiser)
- 30.01.1942 — Пауль Кёрнер (Körner)
- 20.04.1942 — Теодор Эйке (Eicke)
- 20.04.1942 — Освальд Поль (Pohl)
- 20.04.1942 — Пауль Шарфе (Scharfe)
- 20.04.1942 — Эмиль Мазув (Mazuw)
- 20.04.1942 — Вальтер Шмитт (Schmitt)
- 09.09.1942 — Герберт Бакке (Backe)
- 30.01.1943 — Карл Кауфман (Kaufmann)
- 30.01.1943 — Зигфрид Тауберт (Taubert)
- 21.06.1943 — Фридрих Альперс (Alpers)
- 21.06.1943 — Готтлоб Бергер (Berger)
- 21.06.1943 — Иоахим Эггелинг (Eggeling)
- 21.06.1943 — Эрнст Кальтенбруннер (Kaltenbrunner)
- 21.06.1943 — Конрад Генлейн (Henlein)
- 21.06.1943 — Ганс Юттнер (Jüttner)
- 21.06.1943 — Отто Хофман (Hoffmann)
- 21.06.1943 — Константин фон Нейрат (Neurath)
- 21.06.1943 — Эрнст Боле (Bohle)
- 21.06.1943 — Карл Франк (Frank)
- 21.06.1943 — Артур Флепс (Phleps)
- 21.06.1943 — Рудольф Квернер (Querner)
- 21.06.1943 — Фридрих Райнер (Rainer)
- 21.06.1943 — Ганс Раутер (Rauter)
- 21.06.1943 — Эрнст Закс (Sachs)
- 21.06.1943 — Август Айгрубер (Eigruber),[13]
- 21.06.1943 — Хуго Юри (Jury)
- 01.07.1943 — Феликс Штайнер (Steiner)
- 01.07.1943 — Альфред Вюнненберг (Wünnenberg)
- 09.11.1943 — Карл Пфеффер-Вильденбрух (Pfeffer-Wildenbruch)
- 30.01.1944 — Хартман Лаутербахер (Lauterbacher)
- 30.01.1944 — Ульрих Грейфельт (Greifelt)
- 30.01.1944 — Карл Ханке (Hanke)
- 30.01.1944 — Вильгельм Штуккарт (Stuckart)
- 15.03.1944 — Отто Винкельман (Winkelmann)
- 20.04.1944 — Герман Хёфле (Höfle), также обергруппенфюрер НСКК
- 20.04.1944 — Вернер Бест (Best)
- 20.04.1944 — Эрнст-Роберт Гравиц (Grawitz)
- 20.04.1944 — Франц Брейтхаупт (Breithaupt)
- 20.04.1944 — Максимилиан фон Херфф (Herff)
- 20.04.1944 — Леонардо Конти (Conti)
- 20.04.1944 — Гюнтер Панке (Pancke)
- 20.04.1944 — Георг Кепплер (Keppler)
- 21.06.1944 — Вальтер Крюгер (Krüger)
- 21.06.1944 — Карл Мария Демельхубер (Demelhuber)
- 21.06.1944 — Юлиус Шауб (Schaub)
- 24.06.1944 — Курт Кноблаух (Knoblauch)
- 30.06.1944 — Курт фон Готтберг (Gottberg)
- 16.07.1944 — Оскар Шверк (Schwerk)
- 19.07.1944 — Генрих фон Маур (Maur)
- 01.08.1944 — Бенно Мартин (Martin)
- 01.08.1944 — Вильгельм Биттрих (Bittrich)
- 01.08.1944 — Карл Валь (Wahl)
- 01.08.1944 — Пауль Вегенер (гауляйтер) (Wegener)
- 01.08.1944 — Карл Гутенбергер (Gutenberger)
- 01.08.1944 — Юрген фон Камптц (Kamptz)
- 01.08.1944 — Карл Оберг (Oberg)
- 01.08.1944 — Эрвин Рёзенер (Rösener)
- 01.08.1944 — Маттиас Кляйнхайстеркамп (Kleinheisterkamp)
- 01.08.1944 — Фриц Вэхтлер (Wächtler)
- 01.08.1944 — Густав Шеель (Scheel)
- 09.10.1944 — Август Франк (Frank)
- 01.11.1944 — Отто Фекетехальми-Чейднер (Feketehalmy-Czeydner)
- 09.11.1944 — Отто Гилле (Gille)
- 09.11.1944 — Фриц Шлессманн (Schlessmann)
- 01.02.1945 — Ени Рускай (Ранценбергер) (Ruszkay)
- 01.03.1945 — Ганс Каммлер (Kammler)